# Lepidagathis strobilina
Lepidagathis strobilina är en akantusväxtart som beskrevs av T Anders. och Wilhelm Sulpiz Kurz. Lepidagathis strobilina ingår i släktet Lepidagathis och familjen akantusväxter. Inga underarter finns listade i Catalogue of Life.